# جو كوكس
هيلين جوان كوكس المعروفة باسم جو كوكس أو جو ليدبيتر سابقًا (بالإنجليزية: Helen Joanne Cox)‏ 22 يونيو 1974 - 16 يونيو 2016) سياسية عضو في حزب العمال البريطاني. كانت عضوا في البرلمان عن دائرة باتلي وسبين وكانت قد احتفظت بمقعد حزب العمال في انتخابات عام 2015.
ولدت كوكس في باتلي، غرب يوركشير وتخرجت من جامعة كامبريدج عام 1995، ومن ثم عملت كمساعدة سياسية، وبعدها التحقت بالمنظمة الخيرية العالمية أوكسفام، حيث تدرجت في الوظيفة إلى أن أصبحت مسؤولة السياسات فيها. تم اختيارها للترشح لدائرة باتلي وسبين بعد إعلان العضو السابق عن حزب العمال مايك وود عدم ترشحه في انتخابات 2015. استطاعت إبقاء مقعد حزب العمال، وأصبحت ناشطة في البرلمان في القضايا المتعلقة بالحرب الأهلية السورية، وأسست المجموعة البرلمانية أصدقاء سوريا، التي ترأستها. كانت توصف بأنها «ناشطة لا تكل من أجل اللاجئين السوريين».
في 16 يونيو 2016، تم إطلاق النار عليها وطعنها مرارًا في بيرستال، غرب يوركشير، حيث كانت في لقاء مع ناخبيها. تعرضت لإصابات خطرة، فارقت إثرها الحياة بعد حوالي الساعة. اعتقل رجل عمرهُ 52 عامًا اسمه توماس ماير، كان يتبنى آراء يمينية متطرفة، أُدين بقتلها في نوفمبر / تشرين الثاني عام 2016 وحُكم عليه بالسجن المؤبد.

## نشأتها وتعليمها
ولدت كوكس في 22 يونيو 1974 في باتلي، في غرب يوركشير في إنجلترا، وترعرعت في هيكموندوايك. كانت أمها سكرتيرة مدرسة، في حين عمل والدها في مصنع لمثبتات الشعر ومعجون الأسنان. درست في مدرسة هيكموندوايك الثانوية. من ثم درست العلوم الاجتماعية والسياسية في كلية بيمبروك، كامبريدج والتي تخرجت منها عام 1995. كانت الأولى في عائلتها ممن يلتحقون بالجامعة. درست كوكس أيضا في كلية لندن للاقتصاد.

## حياتها العملية

### بداية حياتها العملية
إثر تخرجها من الجامعة، عملت كوكس كمساتشارة لعضو البرلمان جون واللي، قبل أن تنتقل إلى بروكسل لتصبح مستشارة لعضو البرلمان الأوروبي غلينيس كينوك لمدة سنتين. بعد ذلك عملت في أعمال الإغاثة في الدول النامية عن طريق أوكسفام، لتصبح بالنهاية مسؤولة السياسات في المنظمة. أدى عملها الخيري لتصبح مستشارة لسارة براون (زوجة رئيس الوزراء البريطاني الأسبق غوردون براون)، والتي كانت تقوم بحملة لمنع الوفاة أثناء الحمل والولادة. أصبحت رئيسة لشبكة نساء حزب العمال وكبيرة مستشاري مؤسسة صندوق الحرية الخيرية المناهضة للعبودية.

### حياتها العملية السياسية
رشحت كوكس من قبل حزب العمال لخوض انتخابات عام 2015 عن مقعد باتلي وسبين، بدلا من مايك وود. تم اختيارها من قائمة كل النساء. يعتبر مقعد باتلي وسبير مقعدا شبه مضمون لحزب العمال، إذ بلغت نسبة التصويب لكوكس 43.2.
ألقت كوكس خطبتها الأولى في مجلس العموم في 3 يونيو 2015، واحتفلت من خلالها بالتنوع العرقي لناخبيها، وأبرزت التحديات الاقتصادية التي تواجه المجتمع وطالبت الحكومة بإعادة النظر في أسلوبها للتجدد الاقتصادي. كانت كوكس إحدى الأعضاء ال36 من حزب العمال الذين رشحوا جيريمي كوربين لرئاسة الحزب في انتخابات 2015، وقالت إنها قد اختارته لإدراجه على القائمة وتطوير نقاش واسع. إلا أنها صوتت لليز كيندال في الانتخابات وأعلنت بعد الانتخابات المحلية في 6 مايو 2016 أنها نادمة على ترشيح كوربين مع زميلها عضو البرلمان نيل كويل.
كانت الحرب الأهلية السورية من أهم مرتكزات حملتها الانتخابية. في أكتوبر 2015، كتبت مقالة في صحيفة ذا أوبزرفر بالتعاون مع عضو البرلمان عن حزب المحافظين أندرو ميتشل، دعيا فيها لتدخل عسكري بريطاني في سوريا لتحقيق حل أخلاقي للنزاع. في ذلك الشهر أطلقت كوكس المجموعة البرلمانية أصدقاء سوريا وأصبحت رئيستها. امتنعت كوكس (مع أربع أعضاء آخرين من حزب العمال) عن التصويت لصالح تدخل عسكري ضد داعش، لأنها لم تر أن هذا التدخل جزء من إستراتيجية شاملة لحل النزاع السوري والتخلص من الرئيس بشار الأسد.
في استفتاء عام 2016 لبقاء بريطانيا في الاتحاد الأوروبي كانت كوكس من أنصار معسكر «البقاء». بعد وفاته، علق معسكرا البقاء والانسحاب حملتيهما في الاستفتاء لمدة يوم واحد حدادا عليها. أعلنت البي بي سي أنها ستلغي برنامجين سياسيين حول قضايا متعلقة بالاستفتاء.

## وفاتها

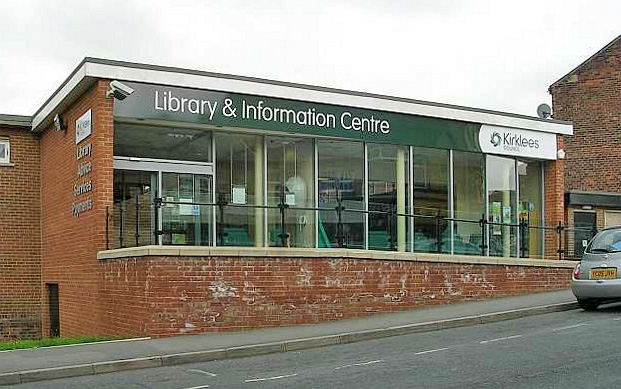
المكتبة في بيرستال حيث كانت كوكس تقابل ناخبيها قبل الهجوم.

في يوم 16 يونيو 2016، تم إطلاق النار على كوكس وطعنها أمام مكتبة في بيرستال، غرب يوركشير، بعد أن أنهت لقاءها مع ناخبيها الذي بدأ الساعة الواحدة بعد الظهر. يعتقد أن مرتكب الجريمة هو المريض النفسي السابق توماس مير البالغ من العمر 52 عاما، والذي طعن أحد المتفرجين كذلك.
بحسب شهود العيان، أطلقت عليها ثلاث طلقات، إحداهما صوب الرأس، وطعنت عدة مرات. تحقق الشرطة في حقيقة تفوه المعتدي «بريطانيا أولا» أثناء تنفيذه للاعتداء. نفت الحركة اليمينية المتطرفة بريطانيا أولا صلتها بالاعتداء أو تحريضها عليه، وقالت إن العبارة «قد تكون شعارا عاما ولا تدل على الحزب».
بعد الحدث بأربع ساعات، أعلنت شرطة غرب يوركشير عن وفاة كوكس في مستوصف ليدز العام. تعتبر أول حالة قتل لعضو برلمان جالس منذ اغتيال الجيش الجمهوري الإيرلندي لإيان غاو عام 1990، وأول اعتداء خطير على عضو برلمان بعد طعن روشونارا تشودري ستيفن تيمز في محاولة لاغتياله عام 2010.
اعتقل توماس ماير البالغ من العمر 52 عاما إثر جريمة قتل كوكس.
أصدر زوجها بريندان كوكس بيانا بعد مقتلها يحث الناس على "محاربة الكراهية التي قتلتها". رثاها زعيم حزب العمال جيريمي كوربين، واصفا اياها بأنها "مخلصة في سعيها لجعلنا نفي بوعودنا تجاه العالم النامي ولتقوية حقوق الإنسان". كما قال عنها رئيس الوزراء ديفيد كاميرون إنها كانت "نجمة لناخبيها، نجمة في البرلمان، وفي مجلس اللوردات.
وصفت عضو الكونجرس الأمريكي السابقة غابرييل غيفوردز، والتي كانت قد أصيبت بعيار ناري في الرأس عام 2011، بأنها «يافعة وشجاعة وجادة في عملها» أثناء لقائها مع الناخبين في أريزونا.

## حياتها الخاصة
كانت كوكس متزوجة من بريندان كوكس، الذي عمل مستشارا لرئيس الوزراء السابق غوردون براون لشؤون التنمية الدولية. كانا والدين لطفلين بعمر الثالثة والخامسة.
كانت عائلة كوكس تقضي أوقاتها بين منزلها في دائرتها الانتخابية وبين منزل عائم (صندل متحول) على نهر التمز بجانب جسر البرج في لندن.

## روابط خارجية
- جو كوكس على موقع IMDb (الإنجليزية)
- جو كوكس على موقع ميوزك برينز (الإنجليزية)